# Joom
Joom は、2016年6月にラトビアのリガで設立されたEコマースとフィンテックの国際的な企業グループです。

## 概要

### Joom Marketplace
Joom Marketplaceは、アジアやヨーロッパの商品を販売するEコマースプラットフォームおよびモバイルアプリです。2016年にラトビアのリガで設立されました。これ以来、Joomのアプリは、2017年にフランス、スペイン、ドイツでローンチされました。
Joomは2018年、ヨーロッパで最もダウンロード率が高いショッピングアプリとなり、5600万回以上インストールを誇ることが出来ました。
2020年末までに、Joomのアプリはヨーロッパ地域で1億5000万回ダウンロードされました。
2021年、Joomは、EU加盟国と協力して危険な製品をウェブサイトから削除する協定であるProduct Safety Pledgeに参加しました。
2022年初頭の時点で、Joomのユーザー数はiOS、Android、Webを合わせて全世界で4億人以上に達していました。マーケットプレイスの月間アクティブユーザー数は2,500万人、およびアクティブ購入者数は2,000万人でした。
Joomは、ロシアのウクライナ侵攻開始後、ウクライナへの商品配送を再開したプラットフォームの1つ目となった。
2022年以降、Joomはラトビアのアティス・クロンバルズの財団の「人材才能育成ランキング」を支援している。
2024年、JoompayがベルリンのモバイルバンキングアプリVivid に買収されました。

### Joom Logistics
Joom Logisticsは、物流、テクノロジー、インフラサービスを提供する2018年に開始されたサービスです。 2021年には、中国・香港とトルコ・イスタンブールのハブとともに、ヨーロッパと韓国、日本で物流サービスを開始しました（2019年6月にトルコ市場に登場）。

### Joompay
2019年、Joomはヨーロッパで日常的な金融取引のためのフィンテックサービスであるJoompayを開始しました。Joompayは2020年11月に本拠地であるルクセンブルクでライセンスを取得しました。
2020年12月、JoompayはVisaカード構成のプリンシパルメンバーとなりました。
本サービスは、Commission de Surveillance du Secteur Financierによって規制されています。同サービスの顧客の多くは、フランス、スペイン、ドイツに所在しています。
2021年3月、Joompayは検証プロバイダーであるVeriffとの協力を開始しました。
2022年2月以降、Joompayはヨーロッパに滞在しているウクライナ難民に欧州インスタント決済口座を無料で提供し、積極的に支援しています。 このサービスはVeriffと協力で開発されたものです。
2022年、サービス利用者数は25万人に到達。同年、同サービスは決済銀行「Banking Circle」との連携を開始しました。

### JoomPro
2021年、Joomは中国からのB2Bの卸売業JoomProを開始しました。現在、同社はブラジル向けに卸売サービスを提供していますが、今後はメキシコへの参入も考えられます。サプライヤーの選択や品質管理、契約書、物流を含めて自社でコントロールすることで、受注処理から最終的な配達までの国際貿易の効率化を目指しています。

### Onfy
Onfyは、ドイツ国内のお客様を対象にした医薬品マーケットプレイスです。2021年にJoom Pharm Solutions GmbHとして登録され、2022年にOnfyとしてサービスを開始しました。
Onfyの本社はベルリンにあります。